# Pietro Ligari
Pietro Ligari (Ardenno, 18 febbraio 1686 – Sondrio, 6 aprile 1752) è stato un pittore, architetto e agronomo italiano, di ambito classicista.

## Biografia

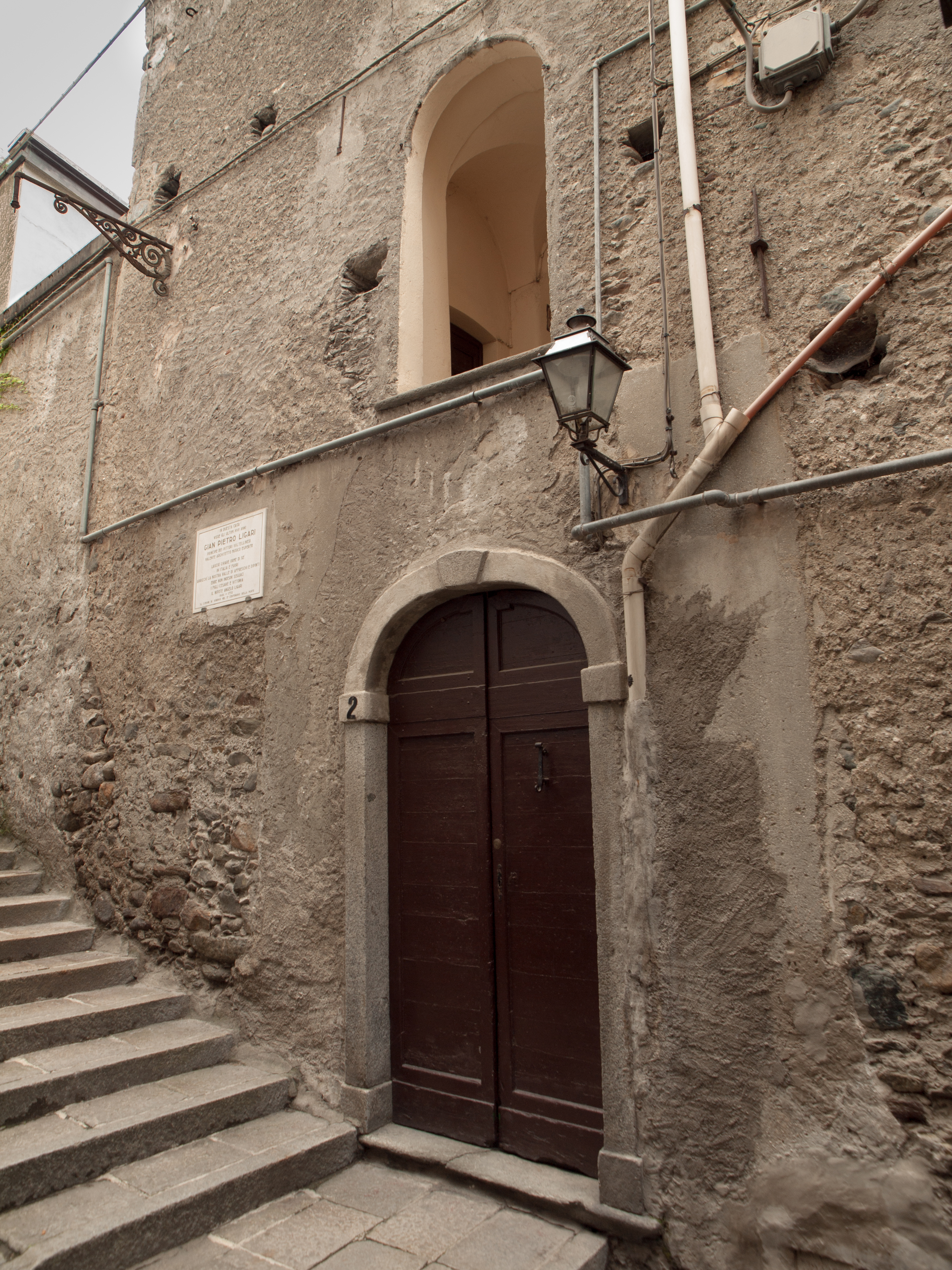
La casa di Pietro Ligari a Sondrio

Nato da una famiglia di origini borghesi, i Del Pelo, prese il nome dalla piccola contrada di Ligari, nel comune di Sondrio, dove la famiglia abitava e può essere definito il maggior artista valtellinese del Settecento. A dodici anni si recò a studiare a Roma, dove fu allievo di Lazzaro Baldi - un seguace di Pietro da Cortona - ed assorbì gli influssi della pittura barocca.
Dopo un viaggio di formazione, durante il quale si spostò in diverse località dell'Italia centrale e a Venezia, Ligari nel 1710 si stabilì dapprima a Milano, poi dal 1727 definitivamente in Valtellina, dove si trovano la maggior parte delle sue opere, molte delle quali - una significativa raccolta di disegni e diversi dipinti dei suoi figli Cesare e Vittoria, anch'essi pittori - sono conservate presso il Museo Valtellinese di Storia e Arte.
Tra le opere più rappresentative della sua arte ricordiamo: Il Battesimo della principessa indiana del 1717, per l'Oratorio di Palazzo Sertoli a Sondrio; un ciclo di tele ed affreschi per il Palazzo Salis di Coira, di cui curò pure la progettazione del giardino all'italiana; due pale, la decorazione dell'abside e del catino absidale per la Collegiata di Morbegno. Per l'Insigne Collegiata morbegnese progettò anche il prezioso reliquiario della Sacra Spina, alcuni arredi liturgici ed eseguì una serie di tele di forma ovale. La chiesa di San Giovanni Battista di Morbegno è considerata il tempio ligariano per eccellenza, anche per la presenza di alcune opere del figlio Cesere e della figlia Vittoria.
Altre sue opere sono diffuse in tutta la valle. Si segnala per la particolare tecnica esecutiva il paliotto per l'altar maggiore dell'Oratorio Peregalli di Delebio, dove il pittore dipinse La Santa Vergine che appare a San Girolamo, ad olio su marmo nero di Varenna.
Ligari fu anche agronomo e architetto (Collegiata di Sondrio, Ossario di Lanzada e la chiesetta, oggi distrutta, del ponte di Ganda a Morbegno) e si dilettava inoltre nel costruire orologi e organi a canne.
Ligari costruì due organi, come riportato in un Inventario redatto dall'artista, dove vengono descritti i due strumenti realizzati: uno di 17 registri e l'altro, più piccolo, di 6. Degli organi ad oggi non c'è traccia, salvo per un'attribuzione ancora da verificare dell'organo del Santuario di Primolo.
È stato il primo maestro di Angelika Kauffmann.

### Curiosità
Il trasferimento definitivo del Ligari in Valtellina nel 1727 e l'edificazione nello stesso decennio del palazzo Giulini a Sorico fanno sorgere l'ipotesi che sia stato l'architetto stesso a curare la progettazione della residenza Giulini. È comunque sicuro che il cancello d'accesso alla Villa Giulini, ora a Domaso in villa Camilla, sia stato disegnato da Pietro Ligari.